# Spinipalpa aletes
Spinipalpa aletes là một loài bướm đêm trong họ Noctuidae.